# Antoni Corone
Antoni Corone (Willoughby, Ohio, ?–) amerikai színész és producer, aki a floridai Hollywoodban él.

## Élete
Ír és olasz szülők: Pat és Tony Cornacchione gyermekeként született Cleveland keleti oldalán az Ohio állambeli Willoughby-ben, és itt is nevelkedett Willoughbyben és Wickliffe-ben.
A karakterszínész Corone karrierje az 1980-as években indult, általában robusztus, kissé impozáns és uralkodó típusú szerepekkel – például a klubok kidobói és biztonsági személyzetét, katonák és tisztek szerepei. 1986-ban többek között Charley Hannah szerepében, és egy azt követő angol tv komédiában, valamint az olasz gengszter Frank Urbano az HBO Oz szerepében, A nyakék nyomában (1996), Sztriptíz (1996), Bad Boys II (2003).

## Főbb szerepei
- Tengeri Ördög (rövidfilm, 2014)
- A feltételezett gyilkos (2013) – Maurer nyomozó
- Imigrantica (2013) – Thomas MacNally vámos
- Zöld zóna (2010) – Lyons ezredes
- Újraszámlálás (TV film, 2008) – Tom Feeney
- Piszkos lappal (Video, 2008) – Éles
- Cserbenhagyás (2007) – Őrmester Burke
- Minden lében Négy kanál (tv-sorozat, 2007) – Kőműves
- Az éjszaka urai (2007) – Michael Solo
- Védd magad! (2006) – Kórházi nyomozó
- A megtorló (2004) – TJ
- Amerikai pisztoly (2002) – Charles Anderson
- Nyeretlenek (2002) – Captain Briggs
- Sheena, a dzsungel királynője (tv-sorozat, 2001) – Armstrong
- Falcone (tv-sorozat, 2000) – Carlo Volonte
- Logan bosszúja (TV film, 1998) – Mike Faffino
- Cápaember – Tökéletes Ragadozó (TV film, 1998) – Exec
- Vad vágyak (1998) – Rendőrfőkapitány
- Ördögök szigete (TV film, 1997) – Gallindo Ügyvédje
- Walker, a texasi kopó (tv-sorozat, 1997) – Sid Jarvis
- Amikor leszáll AZ éj (1997) – Olsen nyomozó
- Csalimadarak (1997) – Recepció Clerk
- Szökevények (Video, 1997) – Barnes FBI
- Sztriptíz (1996) – Nico
- Tiszta játszma (1995) – Codebreaker
- A specialista (1994) – Mesterlövész
- Kincskommandó (tv-sorozat, 1994) – Ironside
- Adós, fizess! (TV film, 1993) – Carlos
- Csak az erős győzhet (1993) – Green Beret őrmester
- Halálos erő (1993) – Fat Tommy
- Mocsárlény: A sorozat (Swamp Thing, tv-sorozat, 1992) – Alonso
- Superboy (tv-sorozat, 1988-1990) – Ben
- Villamosszék villanófényben (TV film, 1990) – Mike Knighton
- Miami Vice (tv-sorozat, 1985-1988) – George Sordoni
- Charley Hannah (TV film, 1986) – Marco